# Mannholzer Sägmühle
Die Mannholzer Sägmühle ist eine abgegangene Sägemühle auf der Gemarkung von Alfdorf, einer Gemeinde im baden-württembergischen Rems-Murr-Kreis. Über die Geschichte der Anlage, die im 19. Jahrhundert abging, ist nicht mehr viel bekannt.

## Lage
Die ehemalige Sägemühle stand im Tal des Eisenbachs etwa 800 Meter nördlich der Meuschenmühle, etwa 600 Meter nordwestlich des Weilers Mannholz und etwa 500 Meter westsüdwestlich des Döllenhofs. Der Flurname lautet Nibelgau.

## Geschichte
Erstmals erwähnt wurde die Mannholzer Sägmühle unter dem Namen Nibelgau-Sägmühle auf der Forstlagerkarte von Andreas Kieser von 1686. Die Mühle dürfte daher ein Rest der Siedlung Nibelgau gewesen sein. Der Ortsname bedeutet so viel wie neue Siedlung (ni = neu, bel = Wohnstätte). Der Ort Nibelgau wurde in einer Urkunde aus dem Jahre 1271 erstmals erwähnt. Am 7. Januar 1271 traten der Ritter Conrad Wascher und sein Sohn Conrad als Entschädigung dem Kloster Lorch Nibelgau und einige andere Ortschaften ab. Im Gegenzug erhielt der Ritter von den Mönchen ein Hofgut in Beuren übereignet, dem heutigen Wäschenbeuren. Es ist unklar, wann der Ort Nibelgau abgegangen ist. In einer Beschreibung der Pfarrei Welzheim von 1510 wird erwähnt, dass Nibelgau kirchlich zu Welzheim gehört habe. Daraus kann geschlossen werden, dass der Weiler Nibelgau im 16. Jahrhundert schon nicht mehr existierte. Die Nibelgau-Sägmühle wurde irgendwann in Mannholzer Sägmühle umbenannt. Zur Zeit der Württembergischen Landesvermessung um 1830 war die Mühle noch vorhanden und wurde in das Kartenwerk aufgenommen. Offenbar ging die Mühle danach ab; weitere Nachrichten aus dem 19. Jahrhundert haben sich nicht erhalten.